# Kolinda Grabar-Kitarović
Kolinda Grabar-Kitarović (Fiume, 1968. április 29. –) horvát politikus és diplomata, 2015-től 2020-ig Horvátország köztársasági elnöke, az ország első női államfője. 
Horvátország elnökévé választása előtt Grabar-Kitarović számos kormányzati és diplomáciai tisztséget töltött be. 2003 és 2005 között európai ügyek minisztere volt, 2005 és 2008 között az első női külügy- és európai integrációs miniszter, 2008 és 2011 között Horvátország egyesült államokbeli nagykövete, valamint 2011 és 2014 között a NATO nyilvános diplomáciáért felelős főtitkárhelyettese volt. Fulbright életműdíjjal, valamint számos nemzeti és nemzetközi díjjal, kitüntetéssel, tiszteletbeli doktori címmel és tiszteletbeli állampolgársággal rendelkezik.
1993 és 2015 között a konzervatív Horvát Demokratikus Közösség párt tagja volt, és egyike volt a Háromoldalú bizottság tagjainak, de elnöki hivatalba lépésekor mindkét posztjáról le kellett mondania, mivel a horvát elnökök hivataluk ideje alatt nem tölthetnek be más politikai tisztséget vagy párttagságot. Elnökként Andrzej Duda lengyel elnökkel együtt 2015-ben elindította a Három Tenger Kezdeményezést. 2017-ben a Forbes magazin Grabar-Kitarovićot a világ 39. legbefolyásosabb nőjeként jelölte meg. 2020-ban Horvátország képviselőjévé választották a Nemzetközi Olimpiai Bizottságban.

## Élete
Fiumében született 1968. április 29-én, Dubravka és Branko Grabar gyermekeként. Gyermekkorát főként szülei falujában, Lopačában, Fiumétól északra töltötte, ahol a családnak hentesüzlete és egy tanyája volt. Középiskolásként részt vett egy diákcsere programban, és 17 évesen az új-mexikói Los Alamosba költözött, ahol 1986-ban végzett a Los Alamos High Schoolban.
Miután visszatért Jugoszláviába, beiratkozott a Zágrábi Egyetem Bölcsészet- és Társadalomtudományi Karára, ahol 1993-ban szerzett Bachelor of Arts diplomát angol, valamint spanyol nyelv és irodalomból. 1995 és 1996 között a Bécsi Diplomáciai Akadémia diplomakurzusán vett részt. 2000-ben a Zágrábi Egyetem Politikatudományi Karán szerzett mesterfokozatot nemzetközi kapcsolatokból. 2002–2003-ban Fulbright-ösztöndíjasként járt a George Washington Egyetem magasan jegyzett nemzetközi kapcsolatok iskolájára, az Elliott School of International Affairs-re. Luksic ösztöndíjat is kapott a Harvard Egyetem Harvard Kennedy Iskolájában, és vendég ösztöndíjas volt a Johns Hopkins Egyetem Nemzetközi Tanulmányok Iskolájában. 2015 decemberében nemzetközi kapcsolatokból kezdte meg doktori tanulmányait a Zágrábi Egyetem Politikatudományi Karán.

## Politikai pályája
1992-ben Grabar-Kitarović a Tudományos és Technológiai Minisztérium nemzetközi együttműködési osztályának tanácsadója lett. 1993-ban csatlakozott a Horvát Demokratikus Közösséghez (HDZ). Ugyanebben az évben a Külügyminisztériumhoz került, ahol tanácsadó lett. 1995-ben a Külügyminisztérium észak-amerikai osztályának vezetője lett, mely posztot 1997-ig töltötte be. Ugyanebben az évben diplomáciai tanácsosként a kanadai horvát nagykövetségen kezdett dolgozni.
Amikor a 2000-es választások után a Horvát Szociáldemokrata Párt (SDP) került hatalomra, Tonino Picula lett a külügyminiszter. Hivatalba lépése után azonnal megkezdte a Horvát Demokratikus Közösség (HDZ) által magas rangú diplomáciai beosztásokba politikai okokból kinevezett munkatársak eltávolítását. Grabar-Kitarovićot arra utasították, hogy a következő hat héten belül térjen vissza Kanadából Horvátországba, amit először nem volt hajlandó megtenni, mert terhes volt, és már Kanadában tervezte a szülést, de végül miután erős nyomást gyakorolt rá a minisztérium, úgy döntött, hogy visszatér. Kórházi tartózkodása alatt Fulbright-ösztöndíjra pályázott nemzetközi kapcsolatok és biztonságpolitika tanulmányozására. Végül az Egyesült Államokba költözött, és beiratkozott a George Washington Egyetemre. A diploma megszerzése után visszatért Horvátországba, és Fiuméban élt tovább.
Két évvel később a 2003-as parlamenti választásokon a Horvát Demokratikus Közösség tagjaként a hetedik választókerületből beválasztották a horvát parlamentbe. A HDZ elnöke, Ivo Sanader vezette új kormány megalakulásával európai integrációs miniszter lett, ami magával hozta Horvátország európai uniós csatlakozásáról szóló tárgyalások megkezdését. A különálló külügyminisztériumok és az európai integrációs minisztériumok 2005-ös egyesítése után Grabar-Kitarovićot külügyminiszternek és európai integrációs miniszternek jelölték. 2005. február 17-én az országgyűlés megerősítette tisztségében és letette az esküt. Külügyminiszterként fő feladata az volt, hogy Horvátországot bevezesse az Európai Unióba és a NATO-ba. 2005. január 18-án a Horvátország Európai Unióhoz való csatlakozásáról szóló tárgyalásokért felelős állami küldöttség vezetője lett. Ezenkívül 2005. november 28-án a nemzetközi közösség megválasztotta a gyalogsági aknatilalomról szóló egyezmény (az ottawai szerződés) államai hatodik találkozójának elnökévé, amelyet abban az évben tartottak Zágrábban.

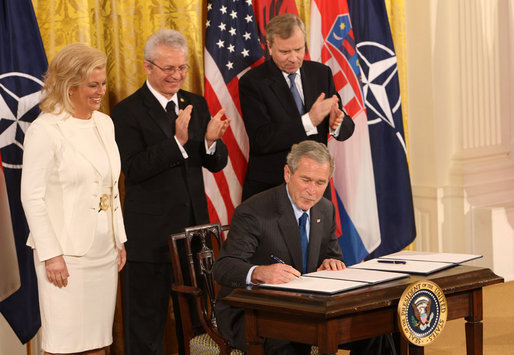
Balról jobbra: Grabar-Kitarović, Aleksandër Sallabanda és Jaap de Hoop Scheffer, George W. Bush amerikai elnökkel az albán és a horvát NATO csatlakozás amerikai részről történő aláírásakor 2008. október 24-én a Fehér Házban

A HDZ 2007-es parlamenti választáson aratott győzelmét, majd a második Sanader-kabinet megalakulását követően újra kinevezték külügyminiszternek, de 2008. január 12-én hirtelen eltávolították tisztségéből. Menesztésének pontos oka nem ismert. Gordan Jandroković váltotta őt.2008. március 8-án Horvátország egyesült államokbeli nagykövete lett. ahol Neven Juricát váltotta. 2011. július 4-ig töltötte be a nagyköveti tisztséget. 2008. október 24-én Grabar-Kitarović George W. Bush elnökkel és Jaap De Hoop Scheffer NATO-főtitkárral közösen írta alá Horvátország NATO-csatlakozási jegyzőkönyvét a Fehér Ház keleti termében. 2010. május 6-án a horvát nagykövetség fogadást tartott az Egyesült Államokba akkreditált női diplomaták számára a nagykövetség épületében, amelyen Indiából, Liechtensteinből, Trinidad és Tobagóból, Grenadából, Szenegálból, valamint Antiguából és Barbudából jelentek meg a női diplomaták. Az eseményt Grabar-Kitarović nyitotta meg azzal, hogy a mentorálásban a kis lépések fontosságáról beszélt.
2010-ben a washingtoni horvát nagykövetség felfedezte, hogy Grabar-Kitarović férjét, Jakovot, miközben egy hivatalos követségi autót használt, folyamatosan filmezték. A nagykövetség biztonsági személyzetének egyik tagja követte Kitarovićot, és vette őt filmre, melyet a YouTube-on tett közzé. Emiatt Gordan Jandroković külügyminiszter belső vizsgálatot indított a diplomáciai stáb tagjainak és családtagjaiknak a nagykövetség biztonsági személyzetének egyik tagja által engedély nélküli filmezése miatt. A vizsgálat az érintett alkalmazott kirúgásával végződött. 2011-ben Grabar-Kitarovićot kinevezték a NATO nyilvános diplomáciáért felelős főtitkár-helyettesévé. Feladata az volt, hogy gondoskodjon a kommunikációs stratégiáról és közelítse a NATO-t az egyszerű emberekhez. Kollégái a NATO-ban gyakran SWAMBO-ként (She Who Must Be Beyed) emlegették. A NATO-ban 2014. október 2-ig szolgált. Közben meghívást kapott, hogy csatlakozzon a Trilaterális Bizottsághoz, és 2013 áprilisában hivatalos tag lett.

## Elnökjelöltsége
A Jutarnji List nevű horvát napilap 2012 szeptemberében közölt egy cikket arról, hogy a Horvát Demokratikus Közösség (HDZ) Grabar-Kitarovićot kívánja indítani a 2014–2015-ös horvát elnökválasztáson. 2014 közepén megerősítették, hogy ő lesz a párt hivatalos jelöltje Ivo Josipović hivatalban lévő elnök, valamint Ivan Vilibor Sinčić és Milan Kujundžić ellenében. A 2014. decemberi választás első fordulójában Grabar-Kitarović a szavazatok 37,2%-át szerezte meg, így a második lett Josipović után, aki 38,5%-ot kapott, míg Sinčić és Kujundžić a szavazatok 16,4%-át, illetve 6,3%-át szerezte meg. Mivel egyik jelölt sem kapta meg a szavazatok 50%-át, két hét múlva megismételt választást rendeztek a két legtöbb szavazatot kapott jelölt, Josipović és Grabar-Kitarović között. A választás második fordulójában 2015 januárjában Grabar-Kitarović a szavazatok 50,4%-ával legyőzte Josipovićot (1,48%-os különbséggel). ezzel ő lett Horvátország első női elnöke. Az ünnepélyes esküt február 15-én tette le, és hivatalosan 2015. február 19-én éjfélkor lépett hivatalba. and assumed office officially at midnight on 19 February 2015.

## Elnöksége

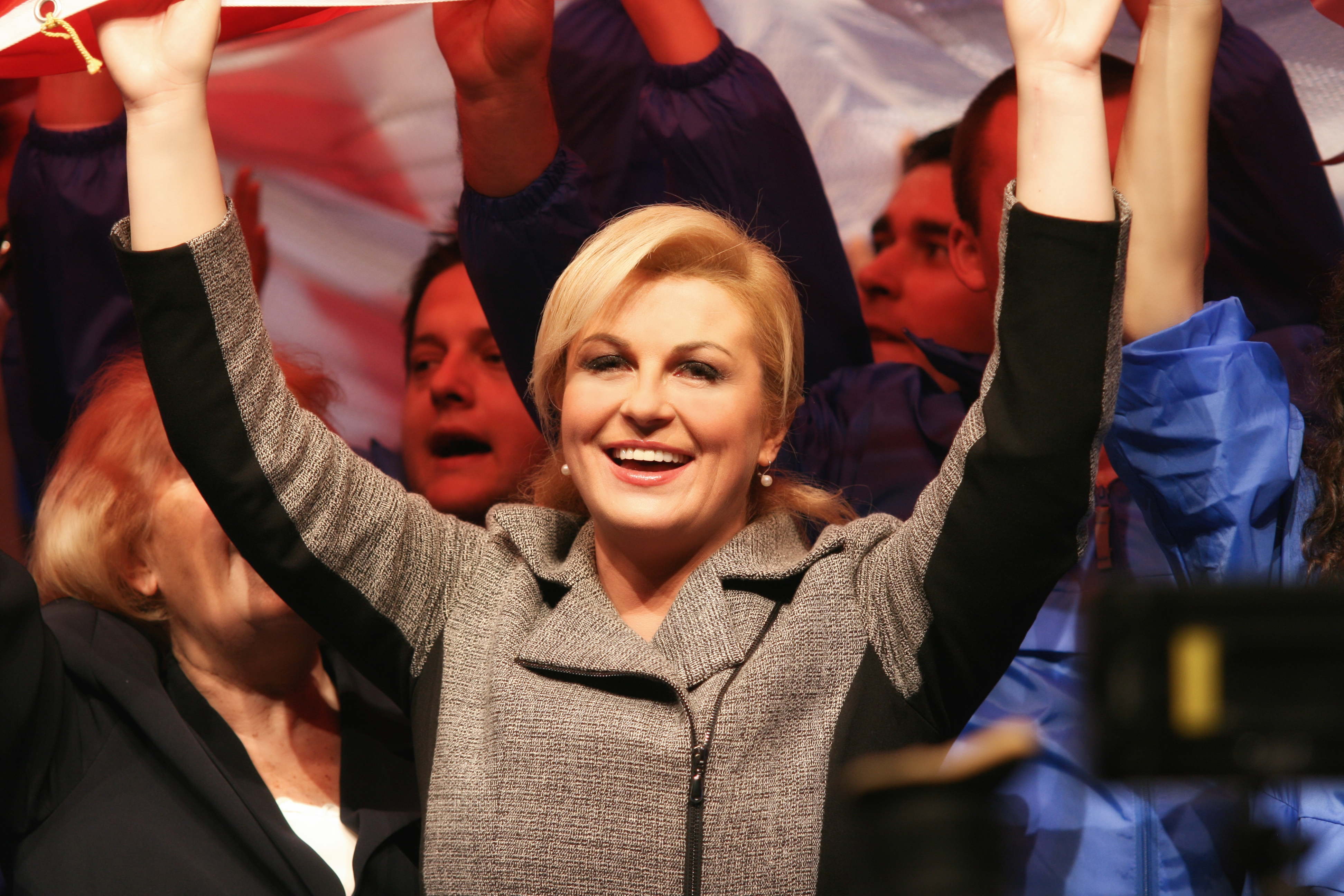
2014-ben a választási győzelem mámorában

Alig kilenc hónappal Grabar-Kitarović hivatalba lépése után eszkalálódni kezdett az európai migránsválság azzal, hogy nagyszámú migráns érkezett Görögországba és Macedóniába, majd átkelt Szerbiából Magyarországra, aminek eredményeként Magyarország déli határán kerítés építésébe kezdett. 2015 szeptemberében, miután Magyarország kerítést épített és lezárta a szerbiai határát, a migránsáradat Horvátország felé terelődött, így szeptember 19-ig több mint 21 000 migráns érkezett az országba, számuk pedig csakhamar 39 000 bevándorlóra emelkedett, míg 32 000-en kiléptek Horvátországból, és Szlovénián, valamint Magyarországon keresztül távoztak. Grabar-Kitarović ekkor Andrija Hebrangot nevezte ki a menekültválságért felelős biztosának.
Mivel várható volt, hogy a parlament szeptember 25-ig feloszlik, Grabar-Kitarović parlamenti választásokat írt ki 2015. november 8-ára. Ezt követően a kormányalakításról 76 napig tartó, eredménytelen tárgyalásokat folytattak, mire Grabar-Kitarović 2015. december 22-én bejelentette, hogyha a következő 24 órában nem születik megállapodás a lehetséges miniszterelnök-jelöltről, új előrehozott választásokat ír ki, és egy párton kívüliekből álló átmeneti kormányt nevez ki. A válság végül 2015. december 23-án ért véget, amikor Grabar-Kitarović 30 napos kormányalakítási mandátumot adott a párton kívüli horvát-kanadai üzletembernek, Tihomir Oreškovićnak, akit a HDZ és a MOST csak néhány órával az elnöki ultimátum lejárta előtt választott ki.
2015. augusztus 24-én Grabar-Kitarovićnak, mint a fegyveres erők főparancsnokának petíciót nyújtottak be, hogy a horvát fasiszta usztasa mozgalom tiszteletére a fegyveres erőknél hivatalosan vezesse be a „Za dom spremni!” (Készen a Hazáért!) köszöntést, melyet a második világháború idején a német „Sieg Heil!” mintájára az usztasák használtak. Azonnal elutasította a petíciót, amelyet „komolytalannak, elfogadhatatlannak és provokatívnak” nevezett. A tisztelgést „horvát történelmi üdvözlésnek” nevezte, amely „kompromittált és elfogadhatatlan”. A történészek ellenreakcióját követően, miszerint a tisztelgés nem történelmi jellegű, Grabar-Kitarović elismerte, hogy tévedett a kijelentés ezen részében.
2015. szeptember 29-én Grabar-Kitarović kezdeményezésére az Atlanti Tanács egy informális, magas szintű Adria-Balti-Fekete-tenger vezetői találkozót rendezett New Yorkban, amely később a Három Tenger Kezdeményezéssé nőtte ki magát. A kezdeményezés hivatalosan 2016-ban alakult meg, és első csúcstalálkozóját a horvátországi Dubrovnikban tartotta 2016. augusztus 25–26-án. 2016. április 11-én, miután találkozott Nicolas Deannel, az Egyesült Államok Külügyminisztériumának holokausztért felelős különmegbízottjával, Grabar-Kitarović kijelentette, hogy „a Független Horvát Állam (NDH) legalább független volt, és legalább a horvát nép érdekeit védte”, hozzátéve, hogy „az usztasa rezsim bűnöző rezsim volt”, valamint hogy „az antifasizmus a horvát alkotmány alapja”, és hogy „a modern horvát állam a horvát szabadságharc alapjain épült.”

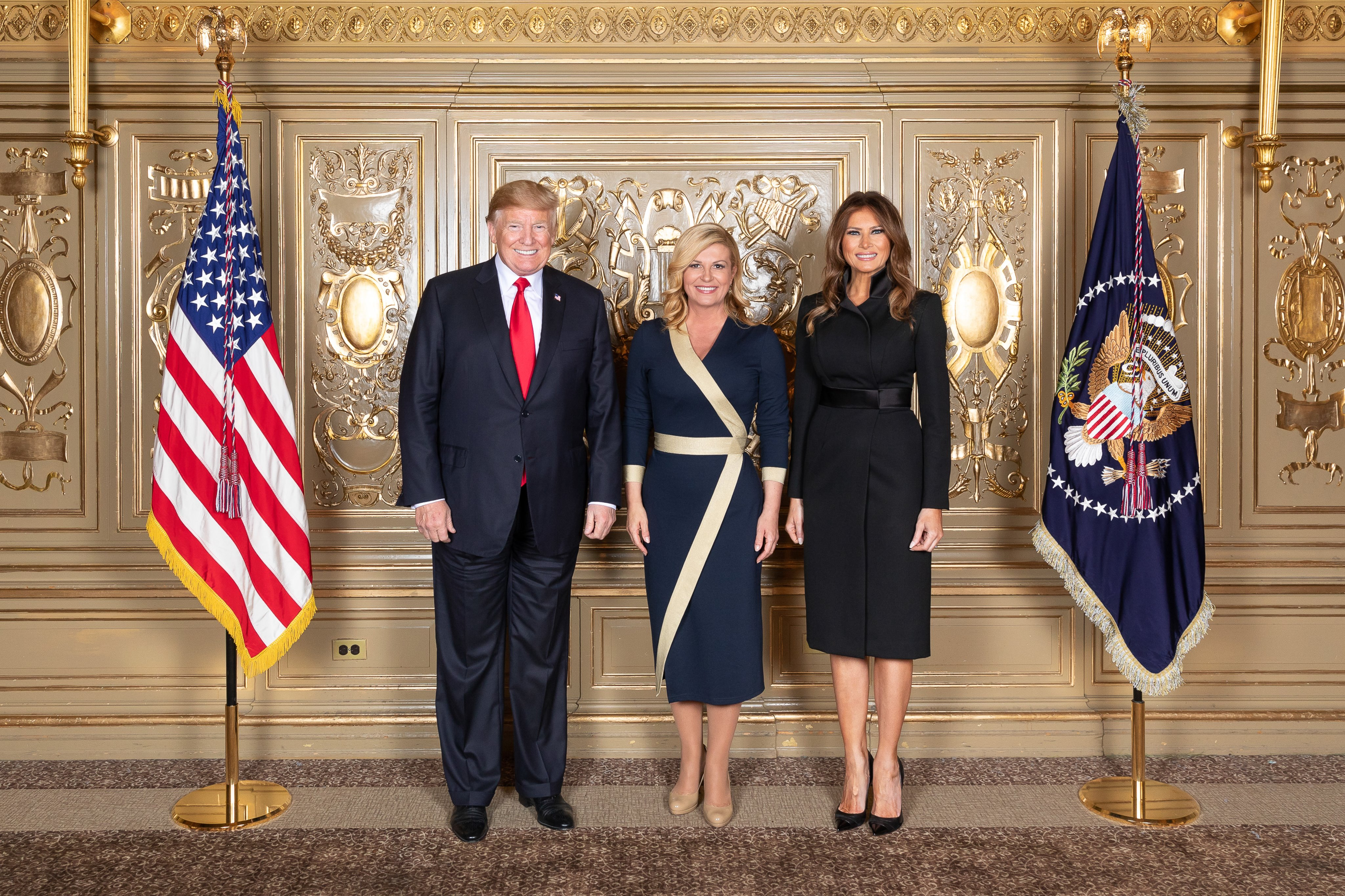
Donald Trump elnökkel és Melania Trumppal 2018-ban

Május 2016-ban Grabar-Kitarović Hasszán Rohani iráni elnök meghívására Teheránba látogatott. Rouhani felszólította Horvátországot, hogy legyen Irán Európához fűződő kapcsolatainak kapuja. A két elnök megerősítette a hagyományosan jó kapcsolatokat országaik között, és aláírta a gazdasági együttműködésről szóló megállapodást.
2016 októberében Grabar-Kitarović hivatalos látogatást tett Bakuban, Azerbajdzsánban, ahol támogatásáról biztosította Azerbajdzsán területi integritását a hegyi-karabahi konfliktusban, és kijelentette, hogy a konfliktus megoldásának „békésnek és politikainak kell lennie”.
Részvétét fejezte ki Slobodan Praljak családjának, miután Hágában, ahol bíróság elé állították öngyilkosságot követett el, és olyan embernek nevezte, „aki inkább életét adta, mint úgy éljen, hogy olyan bűncselekmények miatt ítéljék el, amelyekről szilárdan hitte, hogy nem követte el”. Hozzátette, hogy „tette mélyen megütötte a horvát nép szívét, és a volt Jugoszláviával foglalkozó nemzetközi büntetőtörvényszéket feladatai teljesítésével kapcsolatban örökös kétségek között hagyta”.
Azon az ünnepségen mondott beszédében, amelyen 2018 márciusában Buenos Aires díszpolgárává avatták, Grabar-Kitarović kijelentette, hogy „a második világháború után sok horvát talált a szabadság földjére Argentínában, ahol tanúbizonyságot tehetett a hazaszeretetéről jogos követelését fejezve ki a horvát nép és a haza szabadsága iránt.” A háború befejezését és a kommunista rezsim létrejöttét követően mintegy 20 000 horvát, többségében politikai emigráns költözött Argentínába. Mivel közülük néhányan az usztasa mozgalom tagjai voltak, kijelentését egyesek, köztük Efraim Zuroff, a Simon Wiesenthal Központ munkatársa az usztasák támogatásaként értelmezték. Grabar-Kitarović sajtóközleményben utasította vissza nyilatkozatának „rosszindulatú értelmezéseit”.

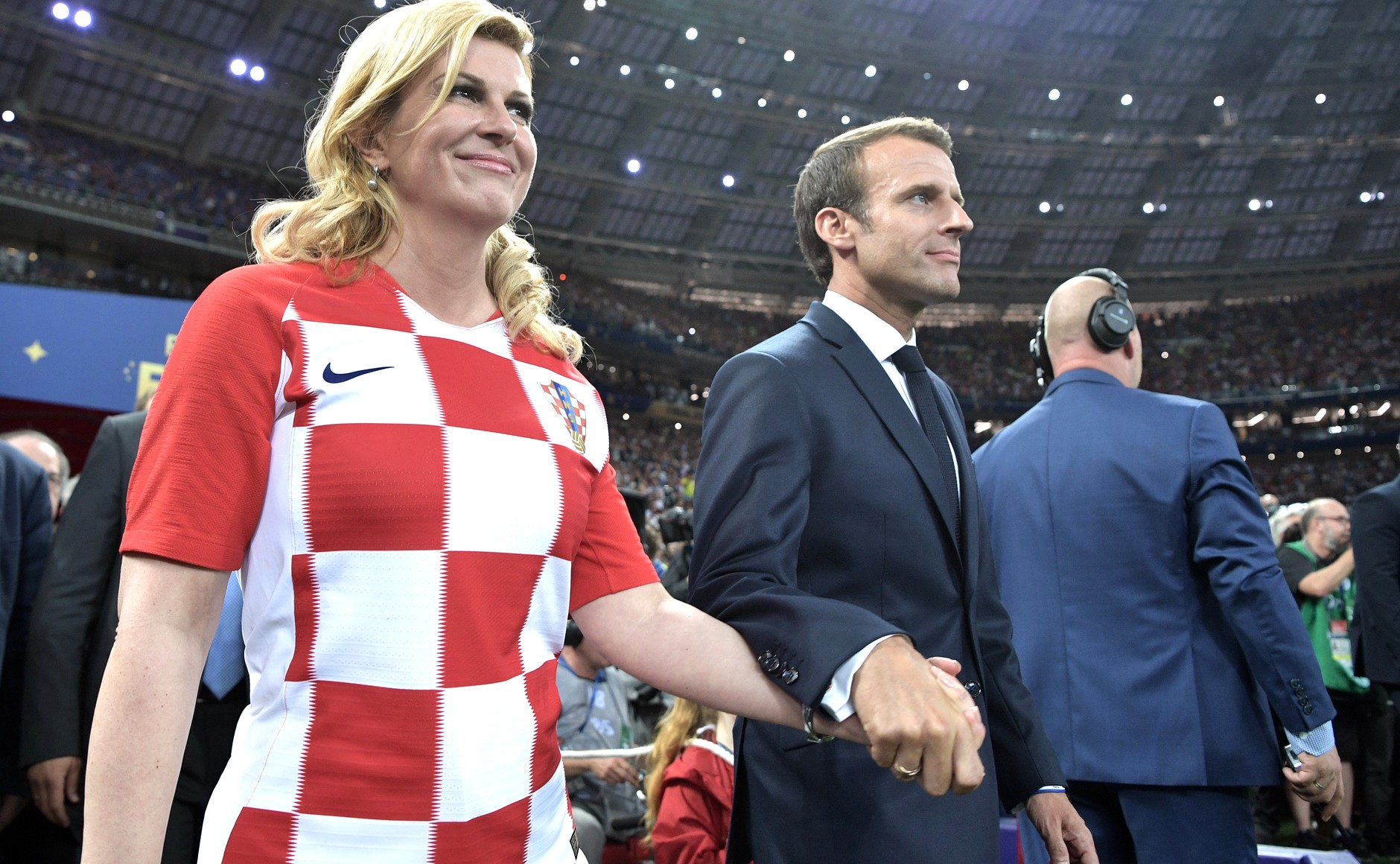
Emmanuel Macron francia elnökkel a 2018-as labdarúgó-világbajnokság döntőjében

A 2018-as oroszországi labdarúgó-világbajnokságon Grabar-Kitarović a horvát címer színeit viselve vett részt a negyeddöntőben és a döntőben, így támogatta a nemzeti csapatot, amely végül a torna második helyezettje lett. A Mediatoolkit elemzőcég szerint „hazája a torna sztárja lett”, és „25%-kal nagyobb hangsúlyt fektettek rá a döntőről szóló hírekben, mint bármelyik játékosra a pályán”, mivel „saját költségén a turista osztályon utazott Oroszországba, és gyakran nem a VIP lelátóról nézte a mérkőzéseket.” Marko Perković horvát nacionalista énekesről, aki állítólag a fasiszta usztasa rezsimet dicsőítette, és a korábban néhány helyen betiltották, Grabar-Kitarović kijelentette, hogy „soha nem hallott” ilyen dalokat, és „nem látott bizonyítékot arra, hogy ezek léteznek”. „Nagyon szerette” az énekes egyes dalait, és nem látott bizonyítékot a vele kapcsolatos állításokra, továbbá kijelentette, hogy dalai „jót tesznek a nemzeti egységnek”. Elítélt minden totalitárius rendszert, beleértve a nácizmust, a fasizmust és a kommunizmust is.

## A 2019/20-as elnökválasztás
2019 augusztusában, a Kninben megtartott győzelem napi ünnepségen Grabar-Kitarović informálisan utalt arra, hogy a közelgő választásokon egy második és egyben utolsó 5 éves elnöki ciklusra kívánja jelöltetni magát, majd ezt néhány nappal később a „Hrvatski tjednik” jobboldali hetilapnak adott interjújában hivatalosan is megerősítette. Andrej Plenković miniszterelnök és a HDZ elnöke bejelentette, hogy a HDZ támogatja a második ciklusra szóló jelölését. 2019. október 2-án Grabar-Kitarović hivatalosan bejelentette jelöltségét az újraválasztásra a „Mert hiszek Horvátországban” kampányszlogennel. Így a 2019. december 22-én megtartott első fordulóban 10 másik jelölttel szállt szembe. Fő kihívói Zoran Milanović volt szociáldemokrata miniszterelnök, valamint Miroslav Škoro konzervatív népzenész és volt parlamenti képviselő voltak. Zoran Milanović a szavazatok 29,55%-át szerezte meg, megelőzve Grabar-Kitarovićot, aki a szavazatok 26,65%-át, míg Miroslav Škoro a szavazók 24,45%-át szerezte meg. Ez a választás volt az első alkalom a horvát történelemben, hogy a hivatalban lévő elnök nem kapta meg a legtöbb szavazatot az első fordulóban. Grabar-Kitarovićnak csak a szavazatok 2,2%-os különbségével sikerült legyőznie Škorót, így csak kis híján jutott tovább a Milanović elleni második fordulóba.

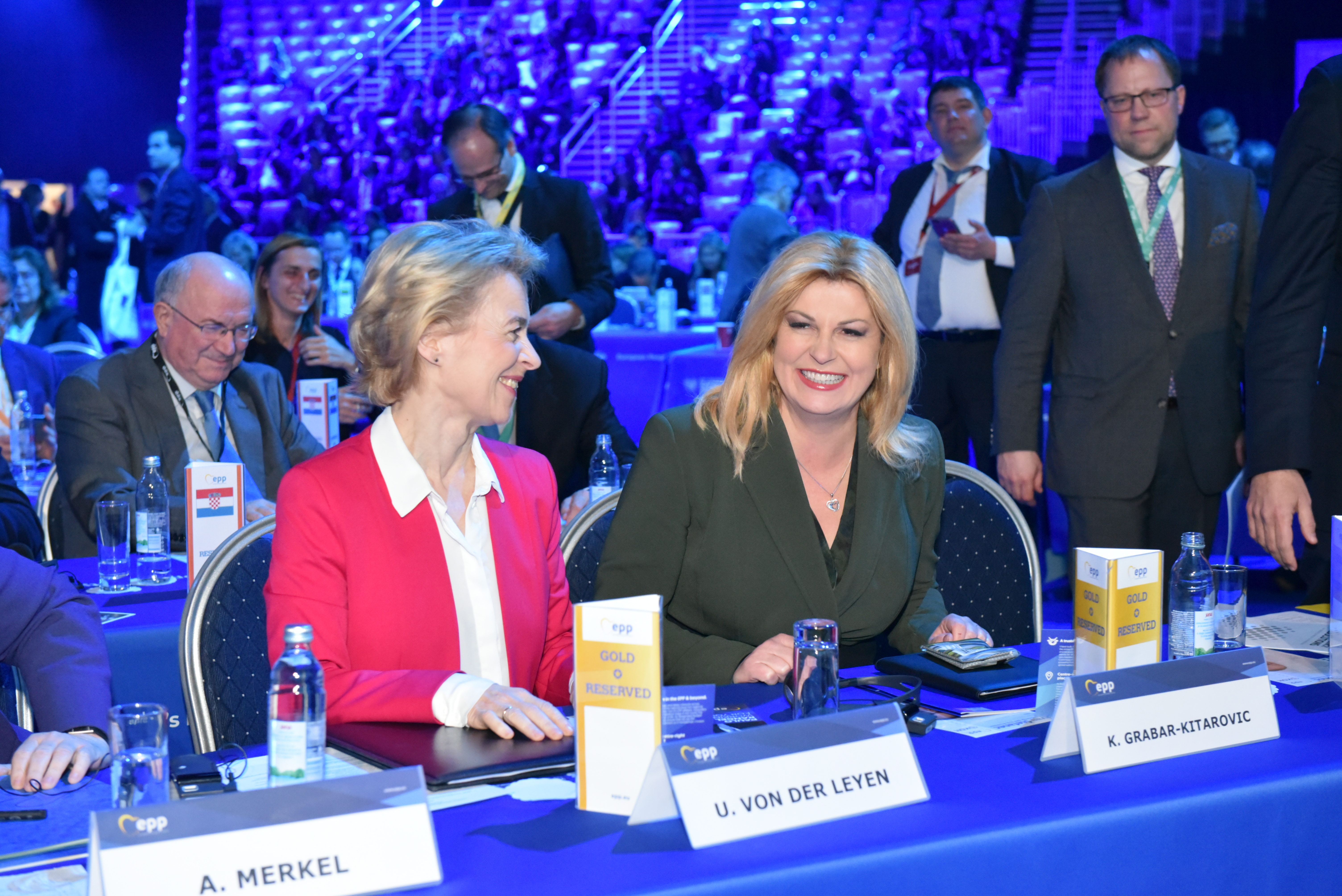
Ursula von der Leyennel az Európai Néppárt zágrábi kongresszusán 2019. november 20-21-én

A második fordulóra 2020. január 5-én került sor Milanović és Grabar-Kitarović között, ahol végül a szavazatok 52,66%-át szerző Milanovic legyőzte, míg Grabar-Kitarovic, aki megpróbálta egyesíteni a széttöredezett jobboldalt, 47,3%-ot szerzett. A részvételi arány körülbelül 55 százalékos volt. Ezzel Ivo Josipović után ő lett a második horvát elnök, akit nem választottak újra. Grabar-Kitarović 2020. február 18-án hagyta el az elnöki posztot, amikor átadta a tisztséget Milanovićnak, aki így Horvátország 5. elnöke lett a függetlenség elnyerése óta. 2020-ban Horvátország 5. képviselőjeként beválasztották a Nemzetközi Olimpiai Bizottságba.

## Magánélete
1996-ban kötött házasságot Jakov Kitarović-csal. Két gyermekük született: Katarina (született 2001. április 23-án) műkorcsolyázó, Horvátország nemzeti junior bajnoka; és Luka (született: 2003 körül). Gyakorló római katolikus. A Horvát Katolikus Rádiónak adott interjújában kijelentette, hogy rendszeresen jár szentmisére és imádkozik rózsafüzért. A Narodni rádiónak adott interjújában kijelentette, hogy kedvenc énekese Marko Perković horvát nacionalista énekes volt. Folyékonyan beszél horvátul, angolul, spanyolul és portugálul, és alapvetően tud németül, franciául és olaszul. 2020. december 30-án szerepelt a horvát „Dar mar” című telenovellában, önmagát alakítva. Vezetőként, diplomataként és közalkalmazottként végzett figyelemreméltó munkájáért.Grabar-Kitarović megkapta a Fulbright Egyesület 2019-es életműdíját.

## Fordítás
- Ez a szócikk részben vagy egészben  a   Kolinda Grabar-Kitarović című angol Wikipédia-szócikk ezen változatának fordításán alapul.  Az eredeti cikk szerkesztőit annak laptörténete sorolja fel. Ez a jelzés csupán a megfogalmazás eredetét és a szerzői jogokat jelzi, nem szolgál a cikkben szereplő információk forrásmegjelöléseként.